# Baeus hallarakeri
Baeus hallarakeri är en stekelart som beskrevs av Stevens 2007. Baeus hallarakeri ingår i släktet Baeus och familjen Scelionidae. Inga underarter finns listade.